# Jüdische Gemeinde Massenbach

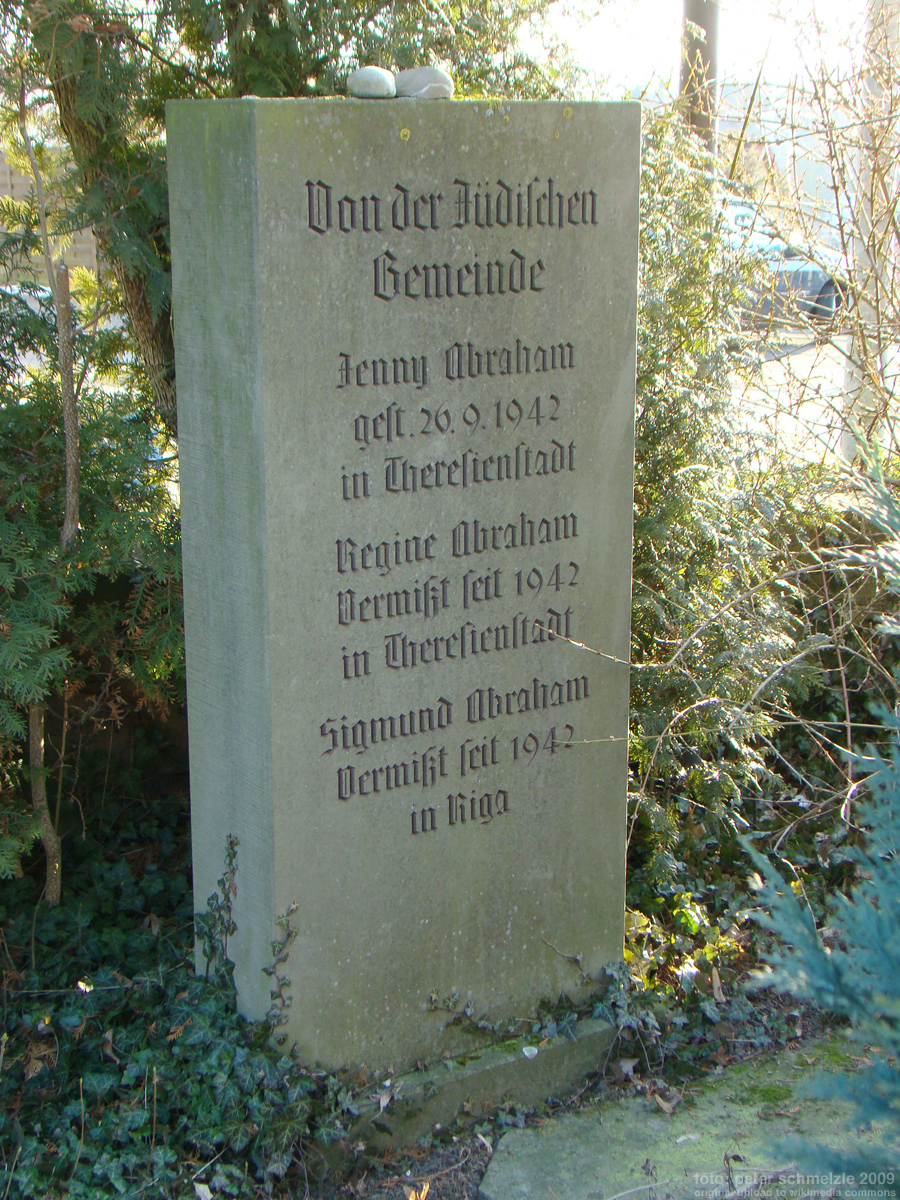
Gedenkstein für die drei im Zuge der Deportationen zu Tode gekommenen Massenbacher Juden

Die Jüdische Gemeinde in Massenbach im Landkreis Heilbronn im nördlichen Baden-Württemberg bestand ab dem frühen 18. Jahrhundert. Die Glaubensgemeinde, die 1843 mit 85 Personen ihren höchsten Mitgliederstand hatte, war ab 1832 Filialgemeinde von Massenbachhausen, bevor der Gemeindesitz 1867 nach Massenbach verlegt wurde. Der Niedergang der Gemeinde setzte bereits durch Ab- und Auswanderung in der zweiten Hälfte des 19. Jahrhunderts ein. Die meisten der 15 im Jahr 1933 noch in Massenbach lebenden Juden sind vor 1938 in die USA ausgewandert, die Gemeinde wurde im Mai 1938 aufgelöst. Bei der Deportation deutscher Juden ab 1940 fanden drei jüdische Einwohner Massenbachs den Tod.

## Geschichte

### Frühe Gemeinde
Bereits ein Privileg Kaiser Karls V. von 1556 erlaubte den Ortsherren, den Freiherren von Massenbach, Juden in Massenbach anzusiedeln. Über den Umfang einer möglichen frühen jüdischen Gemeinde ist nichts bekannt, wohl könnte aber der Flurname Judenkirchhöfle auf einen jüdischen Friedhof aus dem 16. Jahrhundert deuten.

### Neuzeitliche Gemeinde
Die ersten urkundlichen Erwähnungen von Juden in Massenbach stammen vom Beginn des 18. Jahrhunderts. 1729 waren es drei jüdische Familien, 1748 werden sieben Familien, 1767 zehn Namen genannt. Die Lebensverhältnisse der Massenbacher Juden des 18. Jahrhunderts werden als sehr bescheiden beschrieben. 1790 wurde fünf Schutzverwandten der Schutz gekündigt, weil der Ort überbelegt war.
Die vermögende jüdische Familie Behr erwarb 1797 von Freiherr Karl August von Massenbach 187 Morgen Land für über 50.000 Gulden und stiftete ungefähr zur selben Zeit auch eine Synagoge im Obergeschoss einer Scheune auf ihrem Grundstück. 1808 lebten zwölf jüdische Familien in Massenbach, und 1843 erreichte die Gemeinde ihren höchsten Mitgliederstand mit 85 Personen. Im Ort waren im frühen 19. Jahrhundert nur fünf Wohnhäuser in jüdischem Besitz, die meisten Juden lebten zur Miete bei Massenbacher Bürgern. Die Massenbacher Juden hatten selbst kein Bürgerrecht, dieses erlangten sie erst mit dem württembergischen Gleichstellungsgesetz von 1864. Um diese Zeit setzten jedoch in der jüdischen Gemeinde auch eine starke Abwanderung in umliegende Städte und eine Auswanderungswelle vor allem nach Amerika ein, so dass die Größe der Landgemeinde bis 1900 auf 36 Personen und später weiter zurückging.
1832 wurde die jüdische Gemeinde in Massenbach mit der in Bonfeld zur Filiale der jüdischen Gemeinde im benachbarten Massenbachhausen. Da jedoch die Gemeinde in Massenbachhausen schneller und stärker von Ab- und Auswanderung betroffen war als die Filiale in Massenbach, wurde 1867 der Gemeindesitz nach Massenbach verlegt. 1870 erwarb die Gemeinde ein Gebäude in Massenbach zur Nutzung als israelitische Konfessionsschule, das man mit den Erlösen aus dem Verkauf der 1872 veräußerten Massenbachhausener Synagoge finanzierte. 1905 wurde der in hebräischer Sprache erteilte Unterricht in das Massenbacher Schulhaus verlegt und daraufhin das jüdische Schulhaus verkauft. Die Massenbacher Synagoge wurde im Lauf der Zeit auch immer seltener genutzt, da die Gemeinde häufig nicht mehr über die zum Abhalten eines jüdischen Gottesdienstes nötigen zehn Männer (Minjan) über 13 Jahren verfügte.
Zu Beginn des 20. Jahrhunderts, die jüdische Gemeinde zählte 1910 noch 18 Personen, waren die Massenbacher Juden als Lebensmittelhändler, Metzger, Schmied und Kleinviehhändler tätig. In den 1920er-Jahren hatte David Behr ein gutgehendes Textilgeschäft und die Familie Wiener hatte zeitweise die örtliche Poststelle. Das Verhältnis zwischen der kleinen jüdischen Gemeinde und dem Rest der Bevölkerung wird als ausgesprochen gut beschrieben. Die Kinder besuchten dieselbe Schule. Die jüdische Posthalterin Fanny Wiener heiratete 1911 einen evangelischen Lehrer des Ortes. Die jüdischen Männer waren überdurchschnittlich am Vereinsleben des Ortes beteiligt, so traten sie geschlossen der 1929 gegründeten Freiwilligen Feuerwehr Massenbach bei, bei der David Behr bis zu seinem altersmäßigen Ausscheiden im März 1933 Zugführer war. Er zählte außerdem zu den Gründern des Turnvereins und war im Ersten Weltkrieg mit dem Eisernen Kreuz Zweiter Klasse ausgezeichnet worden.

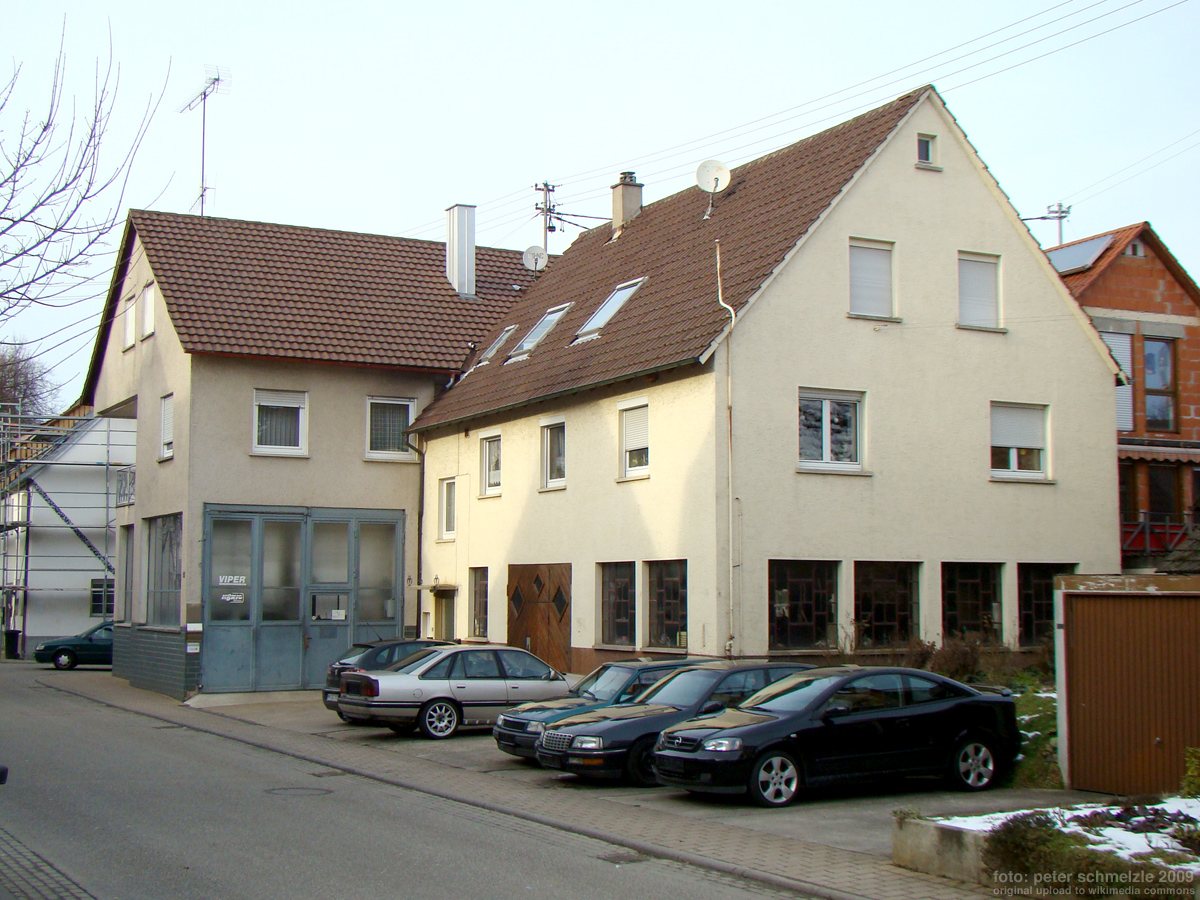
Heutige Bebauung der Stelle der 1951 abgerissenen Synagoge

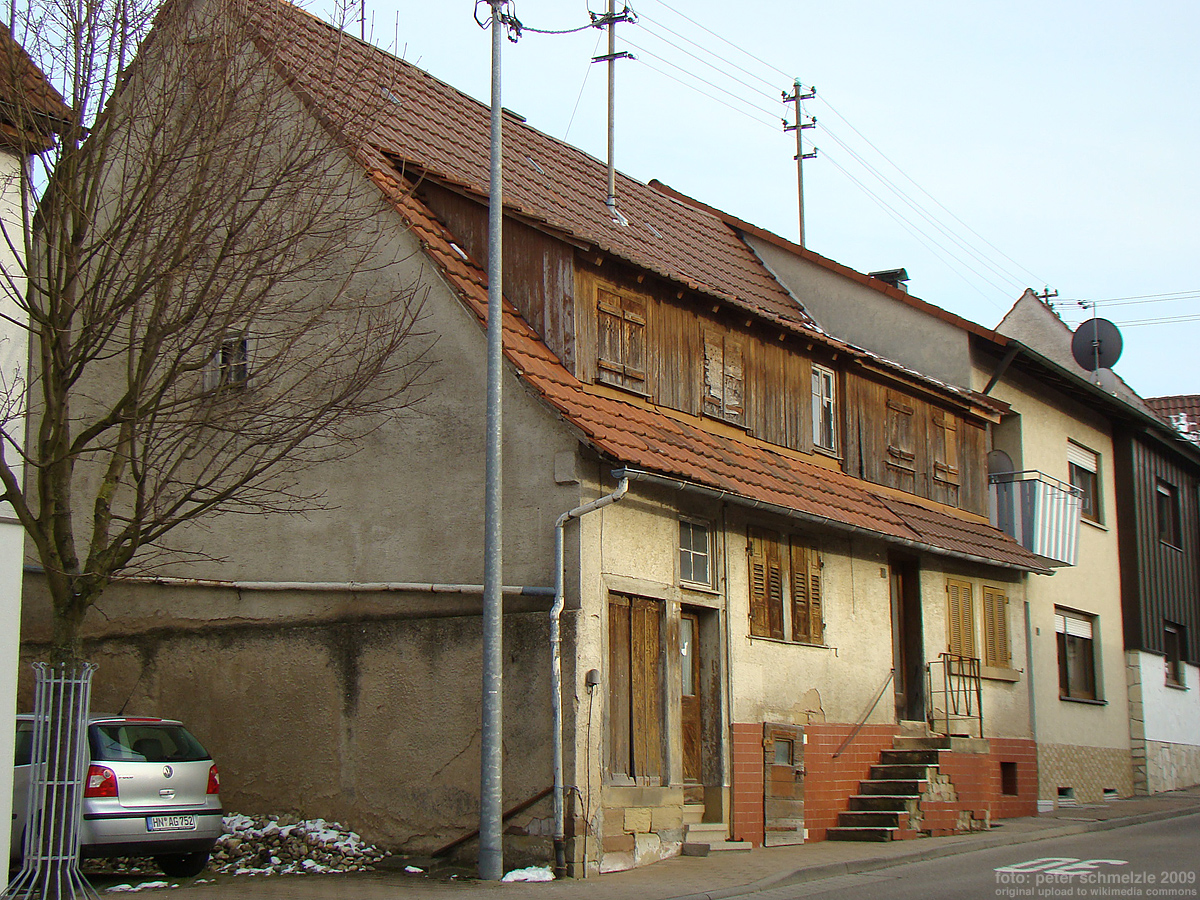
Ehemaliges Wohn- und Geschäftshaus des jüdischen Lehrers und Vorsängers Max Meyer

Zu erstem Antisemitismus in Massenbach kam es 1924, als der 1916 nach Massenbach gekommene, evangelische Pfarrer Karl Steger bei der württembergischen Landtagswahl für den völkisch-sozialen Block kandidierte und auch in Massenbach antisemitische Reden hielt. Er erhielt jedoch wenig Rückhalt in der Bevölkerung und bei der Wahl nur 36 von 372 Stimmen. Widerspruch gegen Stegers Ansichten kam insbesondere auch von dem Heilbronner Fabrikanten Peter Bruckmann.

## Nationalsozialistische Verfolgung
Das Verhältnis der älteren Bürger zu den jüdischen Mitbürgern blieb auch trotz der beginnenden Judenhetze durch die Nationalsozialisten ab 1933 gut. Bei den örtlichen Jugendlichen verfehlte die Hasspropaganda jedoch ihr Ziel nicht. 1936 legte der Gemeinderat Johann Wagner II sein Amt demonstrativ nieder, nachdem der Kreisleiter die Massenbacher Gemeinderäte ermahnt hatte, ihr Fleisch nicht weiter beim jüdischen Metzger zu kaufen.
1933 umfasste die jüdische Gemeinde noch 15 Personen. Einige davon wanderten bereits kurz nach der nationalsozialistischen „Machtergreifung“ in die USA aus, einige ältere Personen starben in den frühen 1930er-Jahren, weitere wanderten in den Jahren 1936 und 1937 aus. Im Mai 1938 wurde die jüdische Gemeinde aufgelöst.
Die Synagoge, die in der Reichspogromnacht nicht zerstört worden war, wurde im Mai 1939 von den erst spät zur Auswanderung entschlossenen jüdischen Besitzern Louis (1871–1942) und Regine Abraham an Privatleute verkauft. Im Kaufvertrag war noch ein Wohnrecht bis Mai 1940 vereinbart worden. Allerdings wurde die Auswanderung nicht mehr genehmigt, und die letzten in Massenbach verbliebenen Juden wurden 1939 in ein gemeinsames Haus zwangseinquartiert, die 90-jährige Mina Wiener in das Jüdische Altersheim in Sontheim. Bei der Deportation deutscher Juden fanden drei Massenbacher Juden den Tod: Der Viehhändler und Metzger Sigmund Abraham (* 1892) wurde als letzter arbeitsfähiger Mann der jüdischen Gemeinde 1941 zum Arbeitsdienst in den Osten verschleppt, seine Mutter und eine andere ältere Frau wurden im August 1942 in das KZ Theresienstadt deportiert.
Das Gedenkbuch des Bundesarchivs verzeichnet sieben in Massenbach geborene jüdische Bürger, die dem Völkermord des nationalsozialistischen Regimes zum Opfer fielen.

## Synagoge
Die Synagoge wurde 1940 mit einer Wehrmachtseinheit belegt und überdauerte den Zweiten Weltkrieg. Nach Kriegsende kam das Gebäude in den Besitz der Tochter der letzten jüdischen Besitzer, die es rasch weiterveräußerte. 1954 wurde das Gebäude wegen Baufälligkeit abgerissen und mit einem Wohn- und Werkstattgebäude mit Tankstelle überbaut. Die bereits 1905 verkaufte jüdische Schule wurde noch einige Zeit als Geschäftsstelle einer Bank genutzt und 1951 wegen Baufälligkeit abgerissen. An die frühere jüdische Gemeinde in Massenbach erinnert heute nichts mehr. Ortskundige können in einem Altbau in der Ortsmitte noch das einstige Wohn- und Geschäftshaus des jüdischen Lehrers und Vorbeters Max Meyer (1879–1957) erkennen. Der Tankstellen- und Werkstattbau in der Ortsmitte markiert die Stelle der einstigen Synagoge. Vor der Massenbacher Georgskirche erinnert ein Gedenkstein an die drei während der Deportationen ermordeten Massenbacher Juden.

## Bürgerliche Namen
Als alle Juden in Württemberg 1828 erbliche Familiennamen annehmen mussten, nahmen die Familienvorstände der Massenbacher Juden folgende Namen an: Abraham (3), Behr (3), Rosenfeld (3), Kahn (2), Armhold (1), Feiß (1), Öttinger (1), Reichert (1) und Wiener (1).

## Belege
1. ↑  Sauer (1966), S. 125.
2. ↑  Finanzamt Heilbronn: Steuerakten jüdischer Bürger. Abgerufen am 21. Januar 2021.
3. ↑  Gedenkbuch - Opfer der Verfolgung der Juden unter der nationalsozialistischen Gewaltherrschaft in Deutschland 1933 - 1945. Abgerufen am 29. Oktober 2009.